# ベトナム戦争時期の韓国軍による民間人虐殺真相究明のための市民平和法廷

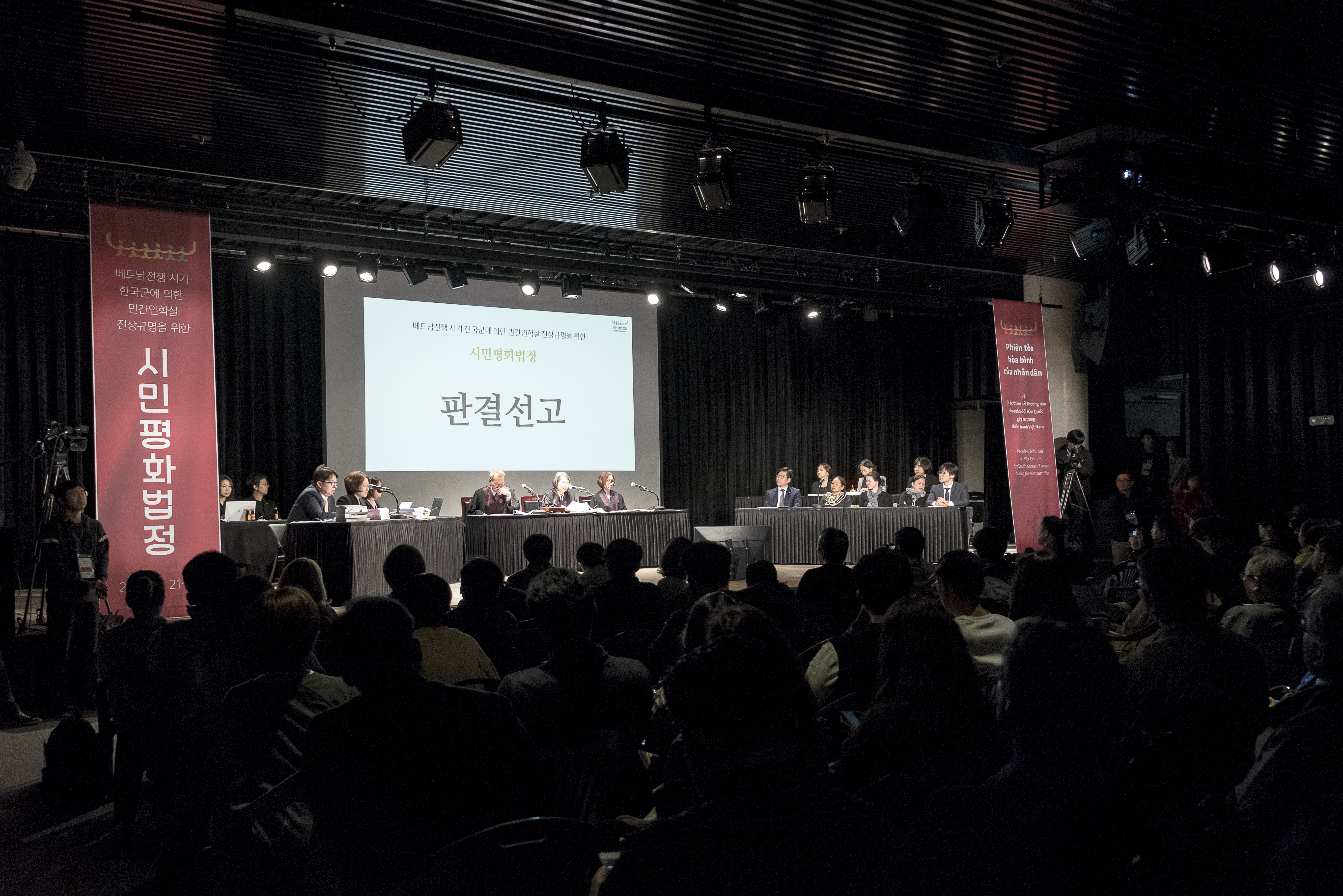
市民平和法廷

ベトナム戦争時期の韓国軍による民間人虐殺の真相究明のための市民平和法廷（ベトナムせんそうじきのかんこくぐんによるみんかんじんぎゃくさつのしんそうきゅうめいのためのしみんへいわほうてい、韓国語：베트남전쟁 시기 한국군에 의한 민간인 학살 진상규명을 위한 시민평화법정、英語：People's Tribunal on War Crimes by South Korean Troops during the Vietnam War、 略称：ベトナム市民平和法廷）は、 2018年 4月21日から4月22日まで開かれた民間の模擬法廷（民衆法廷）である。1968年のベトナム・クアンナム省であったフォンニィ・フォンニャットの虐殺の生存者グエン・ティ・タン（当時7歳）とハミの虐殺の生存者グエン・ティ・タン（同名であるがフォンニ・フォンニャットの生存者とは別人）を原告に、大韓民国政府を被告にして、ベトナム戦争当時、韓国軍によって行われた民間人虐殺の責任を問う法廷であった。主審を務めたキム・ヨンラン元最高裁判事は、「重大な人権侵害であり、戦争犯罪の性格を帯びる事件」として大韓民国政府に責任があることを宣告した。

## 背景
2000年代の初めから、ベトナム戦争当時、韓国軍による民間人虐殺の報道と、これに伴う市民運動が着実にあった。
2017年11月21日、民主社会のための弁護士会 （民弁）、 韓ベ平和財団 、 ベトナム平和医療連帯 、 韓国挺身隊問題対策協議会などの市民団体は、2000年に東京で日本の市民団体が設けた市民法廷「日本軍「慰安婦」制度を裁く女性国際戦犯法廷」をロールモデルにして、ベトナム民間人虐殺に対する市民による平和法廷を開くことにし、準備委員会を結成した。市民平和法廷準備委員会は、訴訟に必要な資料を用意して、現地調査と証言を聴取し、法廷の開催のための資金調達を行った。
市民平和法廷準備委員会は、虐殺があった、ベトナム現地で被害者の証言を聴取し、参戦軍人の証言も聴取した。

## 原告と被告の主張

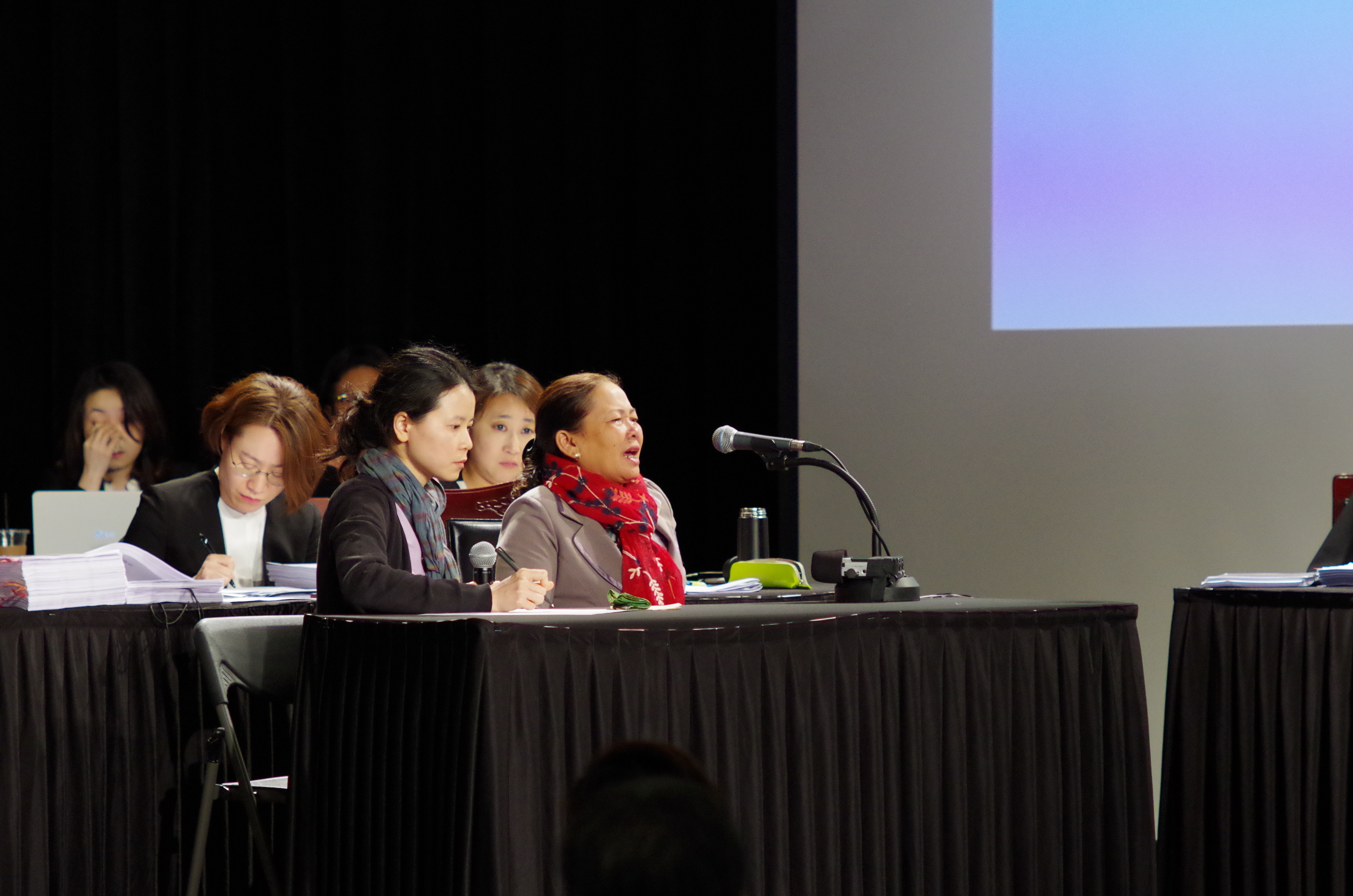
証言しているフォンニィ村の虐殺の生存者グエン・ティ・タン

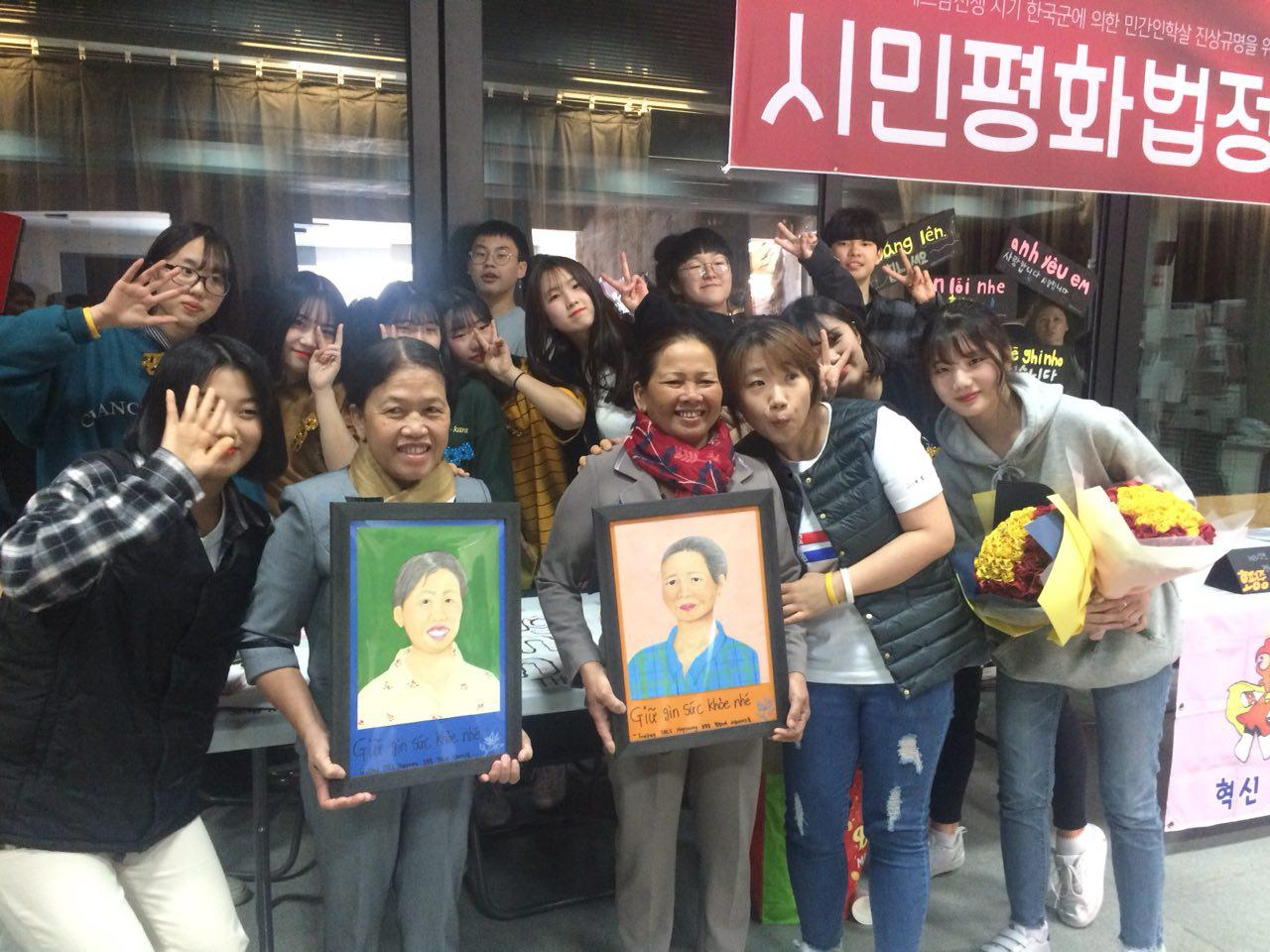
市民平和法廷に参加した二人のグエン・ティ・タン

ベトナム市民平和法廷の原告は、フォンニィ・フォンニャットの虐殺の生存者グエン・ティ・タンとハミの虐殺の生存者グエン・ティ・タンであり、民弁所属の弁護士が訴訟代理人を務めた。 被告は、大韓民国政府に市民平和法廷準備委員会を通して、政府の公正な反論権を確保するために、裁判の資料をはじめとする出席要求書を送達したが、政府は何の反応も見せず、出席も参加もなかった。 代わりに、民弁所属の弁護士で構成された被告側訴訟代理人が大韓民国政府を弁護した。
民間人虐殺犯罪は、国際法と大韓民国の刑法の両方で刑事訴訟の理由となる。しかし、虐殺が起きてから50年が過ぎ、実在法理を計算する場合、消滅時効が問題になるということと、法廷の目的は、歴史的事実を究明するためのものであり、現場にいた軍人一人一人の責任を問いたいわけではないという理由で、虐殺の過程で傷害を受けた人と死亡した人の遺族が原告となる国家賠償訴訟の形となった。対象事件は、原告らが直接被害を受けたフォンニィ・フォンニャットの虐殺とハミの虐殺に限定した。二つの事件の被害者は2018年4月19日、国会で記者会見を開き、虐殺の加害者の謝罪を要求した。
裁判の過程で、被害者の原告たちは自分たちの被害状況を公開証言し、原告側の訴訟代理人は、事件当時、韓国軍の作戦記録に記載され、韓国軍の移動経路と被害地域が一致する点、写真や記録をはじめとする、その中に検出された証拠、大韓民国政府が当時すでに調査をしたが、その記録を公開していない状況などを聞き、大韓民国政府の責任を主張した。
一方、大韓民国政府を弁護する被告側訴訟代理人は、記録の曖昧さ、加害者を韓国軍にのみとした、加害者特定のすることはできない問題、民間人とゲリラ兵を簡単に区別することができないベトナム戦争当時の作戦の特殊性を主張し、個々の兵士の間違いや犯罪があったとしても、これを国が一括責任を負うことはできない旨の弁護をした。
この日公開された動画の証言で、匿名の参戦兵士は民間人射殺を直接目撃した事実を証言し、軍の一部が犯した過ちを認めなかったために参戦軍人全体が非難を受けることになることこそ軍の名誉を失墜させることであり、真の軍人であれば、善し悪しを明らかに選別するという趣旨の証言をした。

## 判決

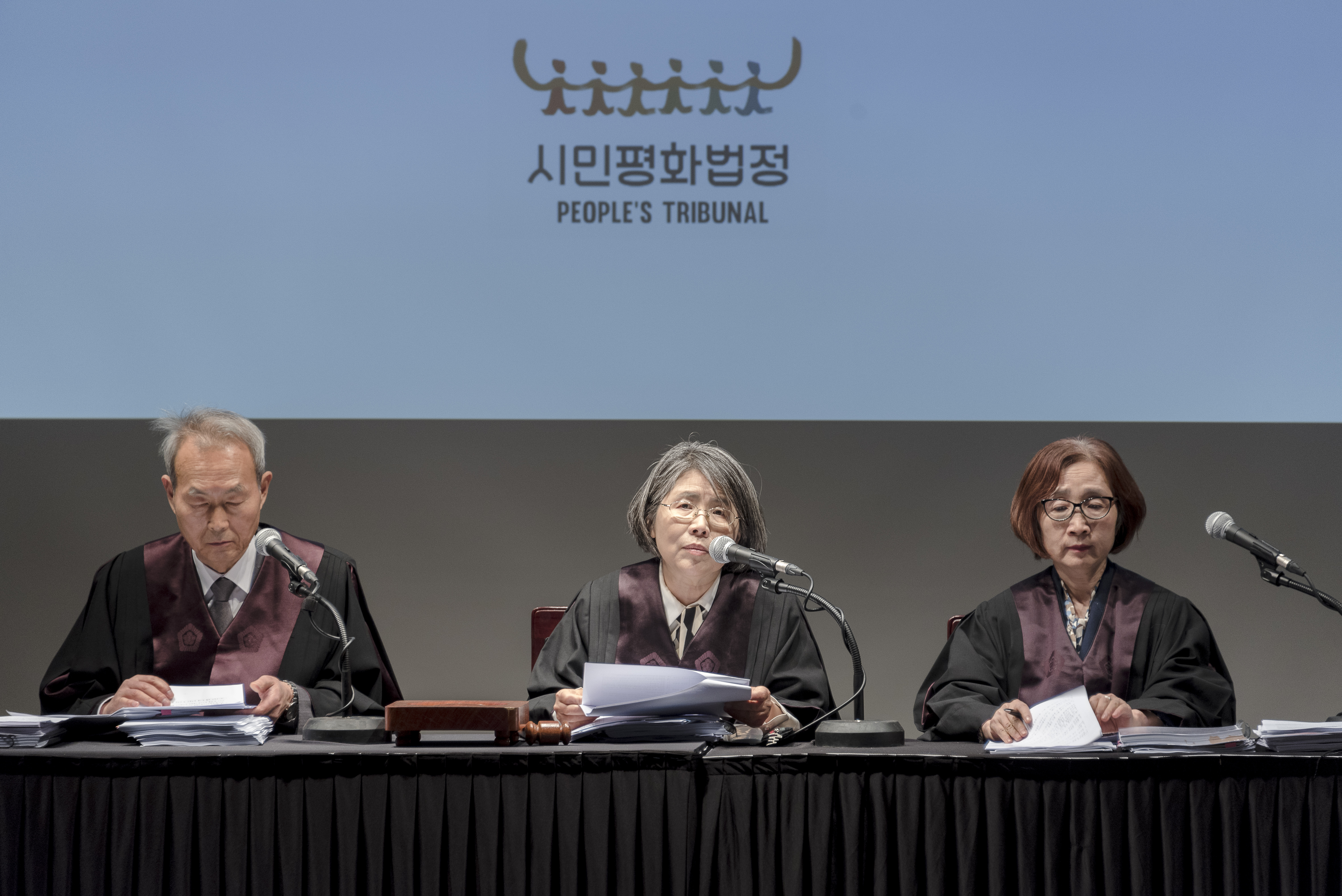
宣告の理由を説明するキム・ヨンラン裁判官

元最高裁判事のキム・ヨンランと民弁所属のイ・ソクテ、ヤン・ヒョナ弁護士がベトナム市民平和法廷の判決を構成し、4月22日の意見陳述終了とともに略式判決を発表した。 法廷はこの判決文では、次のように注文した 。 
 正式判決文は2018年6月配布される予定である。

## 以降
ベトナム市民平和法廷は模擬法廷で何の法的拘束力もない。実在裁判が開かれる場合、最大の障害は、時効の消滅である。市民平和法廷側は時効をなくす特別法が必要であると主張した。また、民弁は1968年当時フォンニィ・フォンニャットの虐殺を調査した中央情報部の資料公開を請求する訴訟を準備中である。
原告として参加した二人のグエン・ティ・タンは韓国の現代史であった虐殺の痛みに共感するために済州特別自治道を訪問し、 済州4・3事件の生存者との出会いを持った。
2019年7月、民弁は、ベトナム戦争で韓国軍から被害を受けたベトナム人らに代わり、韓国政府を相手に実際に損害賠償訴訟を起こすことを決めた。

## 学術大会
法廷が開かれる前日、市民平和法廷準備委員会は、国際学術大会を開催した。基調問題提起を務めたホーチミン市人文社会学科大学歴史学科教授のハ・ミンホンは、韓国軍がベトナム戦争参戦で大隊級以上の大規模作戦を1170回と、55万6000回以上の小規模部隊作戦を実施し、5000人余りの韓国軍が戦死して負傷は1万1000人に達し、「音なく遅い銃弾」と呼ばれる枯れ葉剤の後遺症に苦しんでいる人も10万人に達すると言及し、韓国軍も戦争の被害者である側面があると指摘した。 しかしハは、韓国軍が犯した虐殺の責任は避けることができず、 「私も被害者」という立場から脱するべきと主張した。
この日の学術大会では、ベトナム戦争の同時代性と日本の戦後加害経験告白事例や、大韓民国の参戦軍人をインタビューした結果などが発表された。